# Касельська волость
Касельська волость — історична адміністративно-територіальна одиниця Тираспольського повіту Херсонської губернії.
Станом на 1886 рік складалася з єдиного поселення, єдиної сільської громади. Населення — 2218 осіб (1123 чоловічої статі та 1095 — жіночої), 257 дворових господарств.
|                     | Площа, десятин | У тому числі орної, дес. |
| ------------------- | -------------- | ------------------------ |
| Сільських громад    | 6995           | 4292                     |
| Приватної власності | —              | —                        |
| Казенної власності  | —              | —                        |
| Іншої власності     | —              | —                        |
| Загалом             | 6995           | 4292                     |

Поселення волості:
- Касель (Комарівка) — колонія німців за 27 верст від повітового міста, 2318 осіб, 257 дворів, лютеранська церква, реформатський молитовний будинок, школа, 4 лавки, базари через 2 тижні по понеділках.